# Hiroo Onoda
Hirō "Hiroo" Onoda (小野田 寛郎, Onoda Hirō, 19 de març de 1922 – 16 de gener de 2014) fou un subtinent que treballà com a agent d'intel·ligència de l'Exèrcit Japonès Imperial que va lluitar durant la Segona Guerra Mundial i fou un japonès resistent que no es va rendir l'agost de 1945. Després de passar 29 anys aguantant a les Filipines, el seu comandant anterior viatjà des del Japó personalment per a alliberar-lo de les ordres militars el 1974, sent aleshores el penúltim soldat japonès en rendir-se.

## Vida primerenca
Onoda va néixer el 19 de març de 1922, a la Vila de Kamekawa, districte de Kaisō, Prefectura de Wakayama, Japó. Va pertànyer a una família d'una classe antiga de guerrers samurais, i el seu pare havia sigut un sergent en la 4ª Brigada de Cavalleria fins al 1943 quan va ser mort en acció a la Xina. De jove practicà el kendo. Quan tingué 17 anys, va anar a treballar a l'empresa de comerç Tajima Yoko a Wuhan, Xina. Quan tingué 18, s'allistà a la Infanteria d'Exèrcit Japonès Imperial, on va excel·lir com a militar.
La seua percepció de la guerra era com la cosa correcta que es devia fer.

## Servei militar
Durant la Segona Guerra Mundial fou enviat a l'illa de Lubang (Filipines) el 1944 per a fer actuacions de guerrilla i reunir informació. Va estar allí fins al 1974.

## Temps d'amagat (1944-1974)
Onoda va continuar la seva campanya com a japonès resistent, inicialment vivint en les muntanyes amb tres soldats amics (el soldat ras Yūichi Akatsu, el caporal Shōichi Shimada i el soldat ras de primera classe Kinshichi Kozuka). La conducta de no rendició prové de l'educació en codi bushido. Durant la seva estada, Onoda i els seus companys van dur a terme activitats de guerrilla i s'involucraren en diversos tirotejos amb la policia. Onoda fou conegut pels natius com al 'Ika Ta Ita Ere' ("L'Esperit Vivent dels Morts en Guerra") durant el seu període d'amagat i el temps posterior. Durant el temps d'amagat ell i els seus companys van alimentar-se de llet de coco, plàtans i carn de ramat furtat. També furtaren una ràdio de curta distància, escoltant amb gust la ràdio ABC Radio Australia.
Cap al final de 1945, van deixar caure fullets per avió amb una ordre de rendició impresa del general Tomoyuki Yamashita del Catorzè Exèrcit d'Àrea. Havien estat amagant-se durant més d'un any, i aquest fullet era l'evidència única que van tenir del final de la guerra. El grup d'Onoda va observar amb molta cura el fullet per a determinar si era genuïnament una ordre del general i van decidir que no ho era.

## Rendició
El 1974 el cap d'intel·ligència de l'Exèrcit Imperial Japonès, Norio Suzuki, visità a Onoda i li preguntà per què no eixia. Onoda li contestà que si la guerra havia acabat solament eixiria si rebia l'ordre del seu comandant de deixar de lluitar. Aleshores Suzuki portà al comandant allà i Onoda complí el que digué. Onoda deixà la seua espasa, el seu fusell Tipus 99 encara funcional, 500 bales, unes quantes granades de mà i la daga que sa mare li donà el 1944 per a suïcidar-se en cas de ser capturat.
Encara que va matar persones i s'involucrà en tirotejos amb la policia, les circumstàncies (és a dir, que va creure que la guerra era encara actual) va ser tingudes en compte, i Onoda va rebre un perdó del president de les Filipines, Ferdinand Marcos.

## Vida més tardana
Onoda se sap que fou infeliç per ser el tema de tanta atenció i se sentí molt malament per vore els valors tradicionals japonesos desapareixent. L'abril 1975, va seguir l'exemple del seu germà gran Tadao i se n'anà del Japó per a anar-se'n a Brasil, on va cuidar d'un ramat. Es va casar el 1976 i va assumir una funció davantera a la Colônia Jamic, la comunitat japonesa a Terenos, Mato Grosso do Sul, Brasil. Després de llegir sobre un adolescent japonès que havia assassinat els seus pares el 1980, Onoda tornà al Japó el 1984 i va establir el campament educatiu Onoda Shizen Juku ("l'Escola Onoda de Naturalesa") per a persones joves, amb diverses ubicacions pel Japó.
Onoda revisità Lubang el 1996, donant 10.000$ per a l'escola local de l'illa. La seva muller, Machie Onoda, esdevingué la cap de l'associació de les Dones del Japó conservadores el 2006. Passava uns tres mesos l'any al Brasil. Onoda va rebre la medalla de Mèrit de Santos-Dumont per la Força d'Aire brasilera el 6 de desembre de 2004. El 21 de febrer de 2010, l'Assemblea Legislativa de Mato Grosso do Sul li va atorgar el títol de ciutadà.

## Mort
Onoda morí per deficiència cardíaca el 16 de gener de 2014 a l'Hospital Internacional de Sant Lluc a Tòquio, a causa de complicacions d'una pneumònia. El Secretari Cap de Gabinet Japonès Yoshihide Suga comentà sobre la seva mort: "Recorde clarament que vaig estar segur del final de la guerra quan el senyor Onoda tornà al Japó" i també elogià la seva voluntat de sobreviure.